# Locotracteurs Gaston Moyse
Pour les articles homonymes, voir Moyse.
La société Gaston Moyse était une entreprise française de construction de matériels ferroviaires.

## Histoire

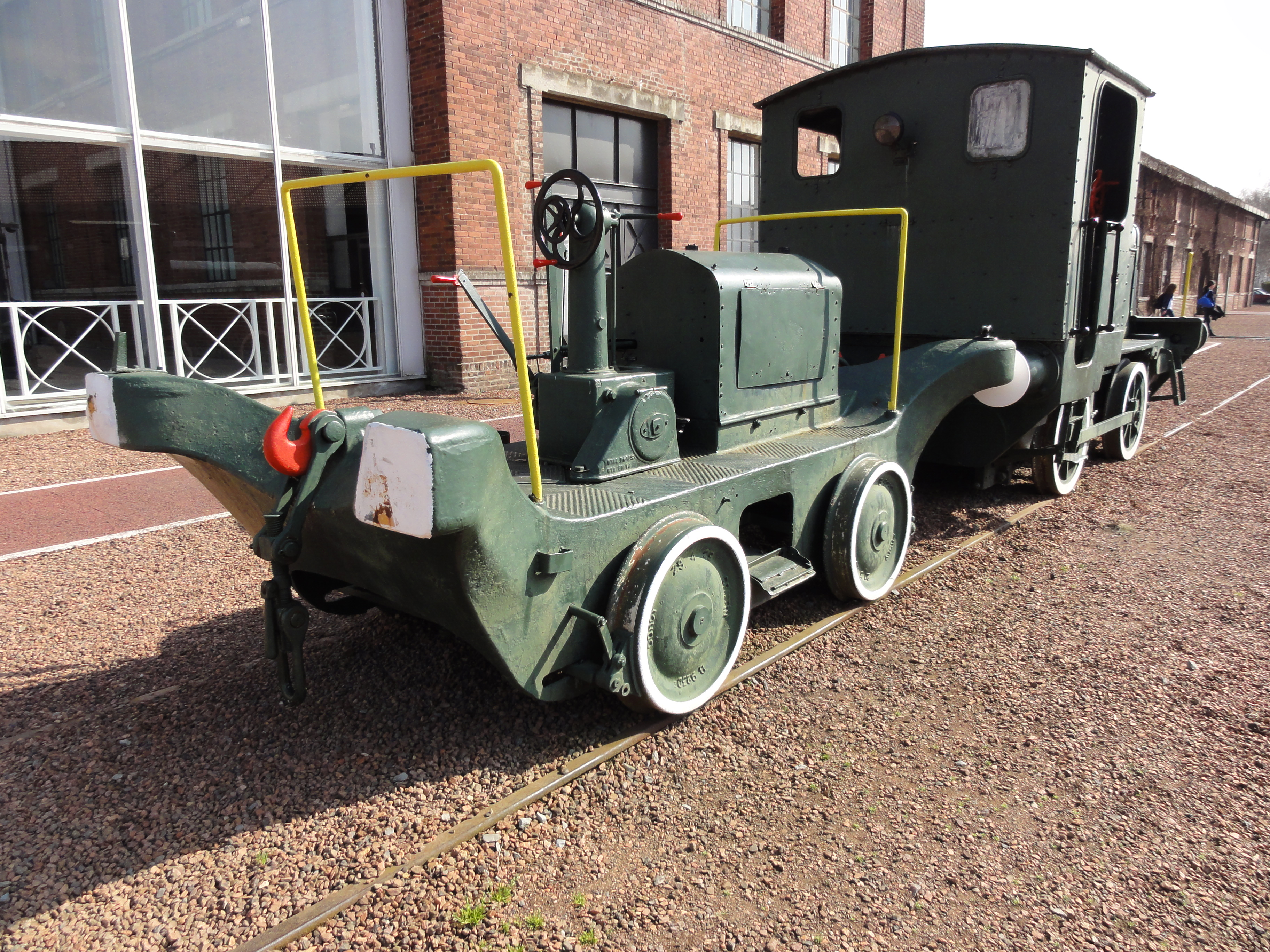
Un locotracteur Gaston Moyse type 5Ta dit « bête à cornes ».

La société a commencé à construire des locotracteurs diesel à partir de 1921-1922. Elle était basée à la Courneuve et a équipé de nombreux sites dans le Nord et en Lorraine, en particulier dans les aciéries au moment de la reconstruction après la Seconde Guerre mondiale. Son développement s'est internationalisé d'abord vers l'Allemagne après la mise en place du Marché commun, puis jusqu'en Extrême-Orient (Corée au début des années 1970). Son activité a cessé à la fin des années 1970.
Dans le monde ferroviaire les engins construits par cette société sont omniprésents étant donné leur extrême robustesse, certains exemplaires produits dans les années 1930 sont toujours en service de nos jours. On a d'ailleurs coutume de dire que c'est cette solidité qui a fait fermer l'entreprise, faute de commandes…
D'après les rumeurs, le premier engin construit est le Moyse 5Ta ou "Bête à cornes". Mais, ces derniers ne seront produits qu'au cours des années 1930, date où la firme Moyse a déjà produit bon nombre d'engins.
Ces Moyse 5Ta ont été surnommés bêtes à cornes en raison de leur aspect particulier . Ils sont un des premiers engins ferroviaires commercialisés n'étant pas mus par la vapeur. Un bel exemplaire datant de 1929 existe à HistoRail, musée du chemin de fer à Saint-Léonard-de-Noblat.

## Grandes séries

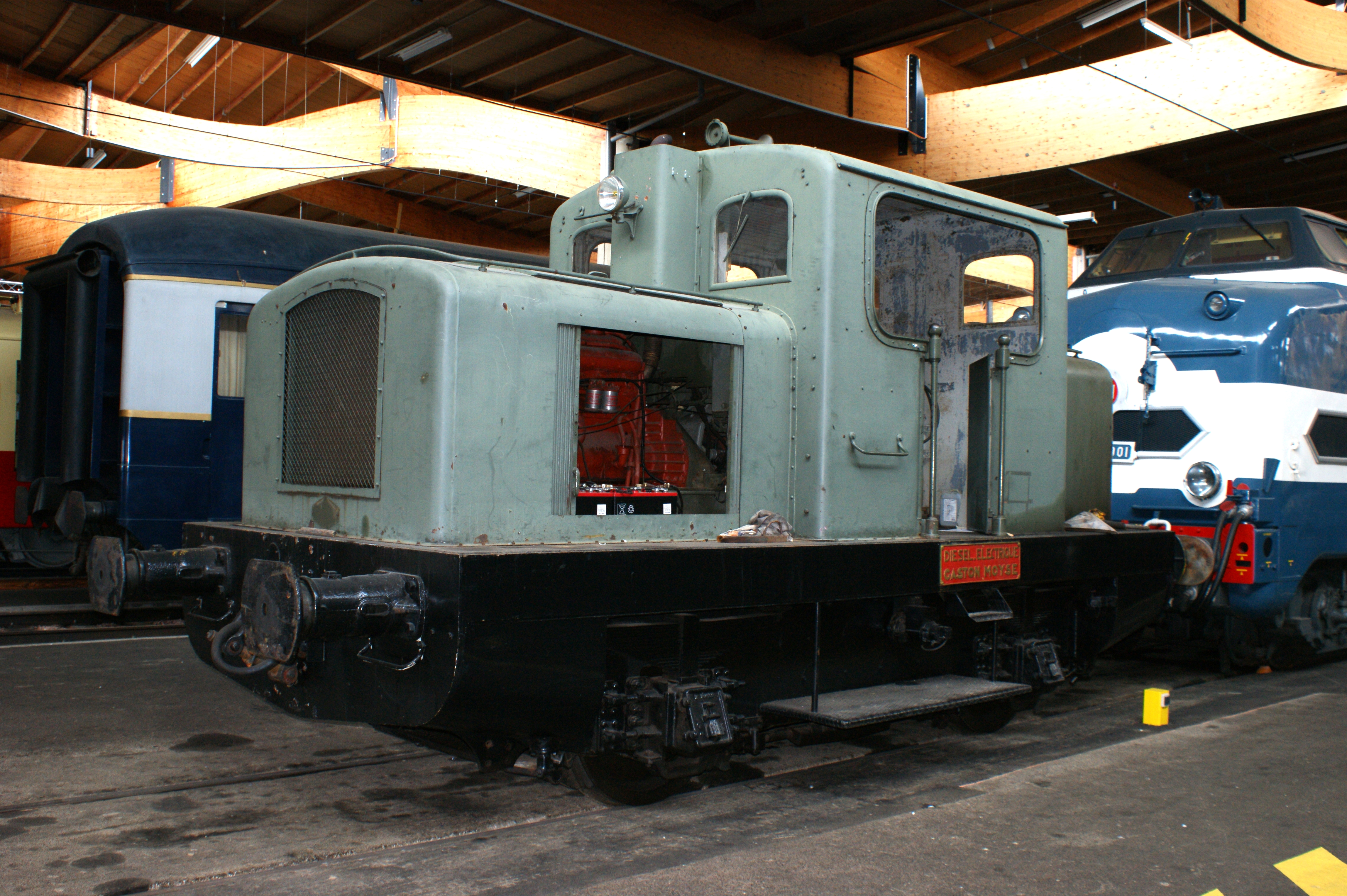
Un locotracteur Gaston Moyse type 36 TDE exposé à la Cité du train.

Au cours de son histoire, Moyse a produit deux grandes séries de locotracteurs industriels :
- TDE, de 1930 à 1960 environ. Ces engins se caractérisaient par leurs deux capots moteurs arrondis et leur cabine comportant des « visières » au-dessus des fenêtres frontales. Cette série a été fabriquée en versions 36, 32, 20 et 10 - version la plus légère ne comportant pas de capot arrière mais un cabestan en option, à la manière des locotracteurs Berliet ;
- BN, De 1950 à 1970 environ. D'aspect beaucoup plus moderne, pour certains dotés d'une cabine et d'éléments en polyester.

Ces engins ont été initialement conçus pour des centrales EDF. Les types les plus courants pesaient 28 ou 44 tonnes à vide, comportant deux ou trois essieux et étaient équipés d'un moteur diesel Poyaud.
Outre ces deux séries, de nombreux engins ont été produits pour la SNCF, tels les Y 2200, Y 6200, Y 6400, quelques Y 7400 et Y 8000.
Moyse a également produit en 1979 des locomotives de type BB de 80 tonnes destinées aux manœuvres de trains lourds. 
À noter aussi quelques productions très spécialisées comme le type BL - un locotracteur à plateau ou BY pour changement d'écartement (appelés Y BL à la SNCF), utilisés pour le changement des bogies en gare d'Hendaye entre la France et l'Espagne.

## Modélisme
Différents locotracteurs type TDE ont été reproduits par les fabrications artisanales "Apocopa" (sous forme de kits en résine en HO) et "Haxo Modèle" (kits laiton en HO et O). Début 2018, le fabricant industriel "REE Modèles" commercialisa son locotracteur 32 TDE, sonorisé et équipé d'une réserve d'énergie, en HO.